# Luping

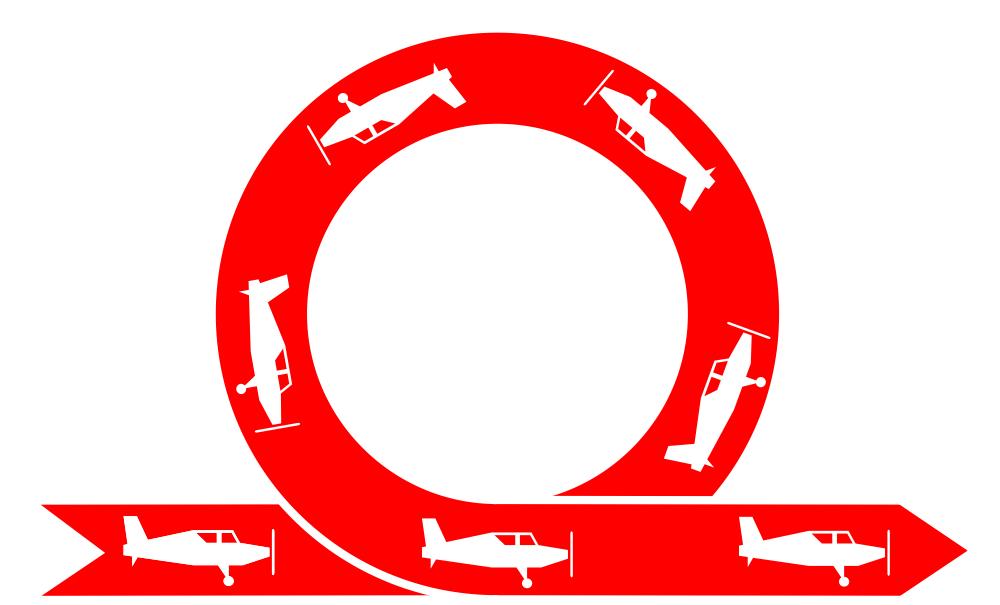
Schema unui looping interior, văzută lateral

Luping al unui Eurocopter Tiger

Lupingul (denumit și looping, din engleză loop însemnând buclă) este o figură de acrobație aeriană în care aeronava (avion, planor sau elicopter) descrie o buclă în plan vertical pe direcția de zbor. 
Pentru ca o buclă să fie reușită, pilotul trebuie să descrie un cerc perfect și nu trebuie să se abată de la direcția de zbor. Începutul și sfârșitul figurii trebuie să aibă loc la aceeași altitudine.
Bucla poate să fie în urcare sau în coborâre. Dacă poziția cu partea superioară a corpului pilotul este radial aflat în interiorul cercului în timp ce face bucla, aceasta se numește looping interior, iar dacă se află în afara cercului, se numește looping exterior.

## Istoric
Primul luping a fost efectuat în 1913. Sursele diferă cu privire la identitatea primului pilot care a realizat această figură acrobatică. Unele surse susțin că francezul Adolphe Pégoud a fost primul pilot care, în 31 august 1913, a reușit această figură cu o aeronavă Blériot. Alte surse specifica 21 septembrie . Cu toate acestea, potrivit altor surse, această onoare ar reveni rusului Piotr Nesterov, care ar fi realizat un luping la 27 august 1913 cu un avion Nieuport. Istoricii aeronautici precizează că Pégoud ar fi executat întâi nu o buclă, ci un zbor în poziția „cu capul în jos” (se executa jumătate de bucla si apoi eventual mai târziu cealaltă jumătate).

Buclă în sus
Buclă în jos